# Linus Larsson
Linus Larsson, född 1979, är en svensk journalist, författare och techredaktör vid Dagens Nyheter. Larsson var tidigare redaktionschef på Internetworld (IDG) och nyhetschef på Computer Sweden. Han utkom med sin första bok Svenska hackare i april 2011 tillsammans med Daniel Goldberg.